# 三苯醋錫
三苯醋錫，曾被作為殺菌劑使用的有機錫化合物，並已被證實對人類健康存在重大威脅，以及對自然環境和生態系統有著嚴重和長期的影響，而遭許多國家禁止製造和使用。
2009年2月，台灣檢警破獲當地不肖商人從中國大陸走私三苯醋錫等劇毒禁藥，混合其他原料製成黑心農藥販售圖利，已流入市面超過半年。

## 性质
白色无味结晶粉末。熔点118-120°C。难溶于水，可溶于有机溶剂中。
由四氯化锡先被取代生成氯化三苯基锡，然后与氢氧化钾反应生成羟化三苯基锡，最后与乙酸缩合制得。